# 1461
1461 (MCDLXI) fue un año común comenzado en jueves del calendario juliano.

## Acontecimientos
- 7 de febrero: La Generalidad de Cataluña se alza en armas y envía tropas para liberar a Carlos de Viana.
- 4 de marzo: el Eduardo, duque de York, ataca Londres (Inglaterra) y se proclama rey con el nombre de Eduardo IV, siendo el primero de la casa de York en el trono.
- 4 de marzo: en Towton, Reino de Inglaterra, sucede la Batalla de Towton, donde sale victoriosa la casa de York.
- 15 de agosto: en Turquía, el Imperio otomano conquista el Imperio de Trebisonda, último remanente del Imperio bizantino.
- 27 de noviembre: en L’Áqüila, en el centro de Italia, se registra un terremoto de 6,4 que deja 80 muertos y varios heridos.
- En la provincia de Bosnia, sobre la ciudadela eslava de Vrh-Bosna (que había sido conquistada por los turcos otomanos en 1429), el líder Isa-Beg Isakovich, funda la localidad de Bosna-Saraj (actual Sarajevo).
- En París (Francia) Luis XI se convierte en rey.
- En Italia, Leonardo da Vinci y Sandro Botticelli se vuelven estudiantes de Verrocchio.
- En Francia, François Villon escribe Le Grand Testament.

## Nacimientos
- Abril: Ana de Francia, princesa y regente de Francia (f. 1522).
- 5 de agosto: Alejandro I Jagellón, rey polaco (f. 1506).

## Fallecimientos
- 2 de febrero: Owen Tudor, fundador galés de la dinastía Tudor (ejecutado).
- 31 de marzo: Jonás de Moscú, religioso ruso.
- 8 de abril: Georg von Purbach, astrónomo y matemático alemán (n. 1423).
- 22 de julio: Carlos VII, rey francés.
- 23 de septiembre: Carlos de Viana, rey navarro (n. 1421).
- Doménico Veneziano, pintor italiano.